# Estación de South Ruislip
South Ruislip es una estación del Metro de Londres ubicada en una zona homónima del oeste de Londres (Inglaterra) y más concretamente del municipio de Hillingdon. Está dentro de la zona tarifaria 5 de la capital. Tiene cuatro andenes, dos para la Central Line del metro y dos para la Chiltern Main Line de National Rail, en cuyas vías prestan servicio los trenes de la operadora Chiltern Railways. La ruta 114 de London Buses tiene una parada a pocos minutos de la estación.
| Metro de Londres | Metro de Londres | Metro de Londres   | Metro de Londres | Metro de Londres |
| ---------------- | ---------------- | ------------------ | ---------------- | ---------------- |
| Ruislip Gardens  |                  | Central Line       |                  | Northolt         |
| National Rail    |                  |                    |                  |                  |
| West Ruislip     |                  | Chiltern Main Line |                  | Northolt Park    |
| < estación       | línea            | línea              | línea            | estación >       |